# Chaetodon gardineri

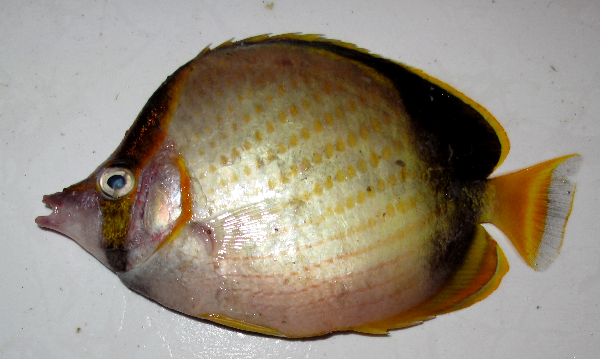
C. gardineri recolectado en el mar de Omán, Irán.

El Chaetodon gardineri es una especie de pez marino de la familia Chaetodontidae. 
Esta especie está ampliamente distribuida en el norte del océano Índico, y generalmente es abundante en su rango.

## Morfología
Posee la morfología típica de su familia, cuerpo ovalado y comprimido lateralmente. La coloración del cuerpo y cabeza es blanca, con una serie de líneas paralelas diagonales, de color amarillo claro, que atraviesan el cuerpo. La cabeza tiene una franja negra vertical, bordeada en amarillo, que atraviesa el ojo, y una boca estrecha en forma de tubo. La mayor parte de la aleta dorsal, así como la parte posterior del cuerpo, están cubiertas por una gran mancha negra, que es su característica más identificativa. La aleta dorsal está bordeada de amarillo. Las aletas anal y caudal son amarillas, teniendo esta última el margen exterior incoloro. Las aletas pectorales son transparentes y las pélvicas son blancas. 
Tiene 12 espinas dorsales, entre 20 y 22 radios blandos dorsales, 3 espinas anales, y entre 18 y 19 radios blandos anales.
Alcanza hasta 17 cm de longitud.

## Alimentación
Es omnívoro y se alimenta, tanto de pequeños invertebrados bénticos, como de algas.

## Reproducción
Son dioicos, o de sexos separados, ovíparos, y de fertilización externa. El desove sucede antes del anochecer. Forman parejas durante el ciclo reproductivo, pero no protegen sus huevos y crías después del desove.

## Hábitat y comportamiento
Se encuentra más a menudo en los arrecifes costeros soleados de plataformas continentales. Más frecuentemente en arrecifes profundos, por debajo de 25 m, raramente a 15 m de profundidad. Se les ve en parejas o en pequeños grupos.
Su rango de profundidad está entre 2 y 91 metros.

## Distribución geográfica
Ampliamente distribuido y, generalmente, común en el océano Índico. Es especie nativa de Emiratos Árabes Unidos; India; Indonesia; Irán; Omán; Pakistán; Somalia; Sri Lanka y Yemen.